# 토레스 해협

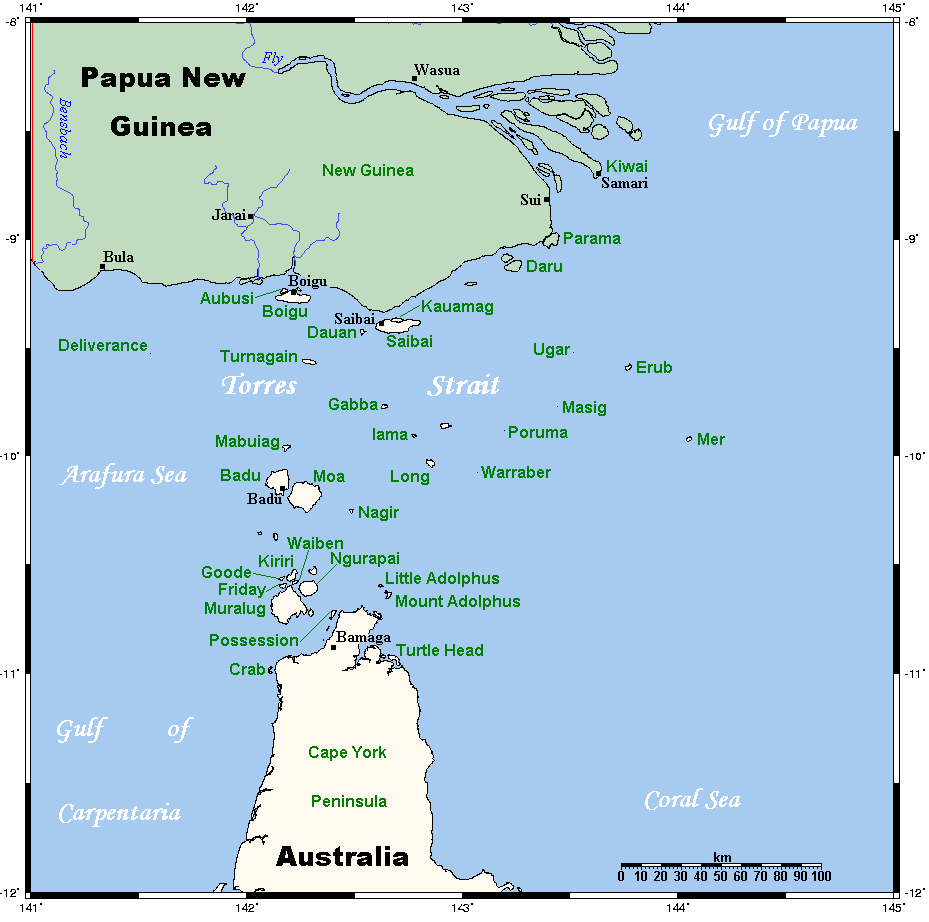
토레스 해협

토레스 해협(Torres 海峽, Torres Strait)은 오스트레일리아 대륙과 뉴기니섬(파푸아뉴기니) 사이의 해협이다. 동쪽으로 산호해(코랄 해), 서쪽으로 아라푸라해와 연결된다. 좁고 암초가 많아 항해에 어려움이 많다. 해협의 폭은 가장 좁은 지점에서 150km이다.
해협의 남쪽은 오스트레일리아 북부 케이프요크반도, 북쪽은 파푸아뉴기니의 서부 주이다. 해협은 기원전 5000년경에 생성되었다. 해협에는 오스트레일리아의 영토인 토레스 해협 제도의 섬들이 분포한다.

## 같이 보기
- 토레스 해협 제도